# Пол (филм)
„Пол“ (на английски: Paul) е научнофантастична комедия от 2011 г. на режисьора Грег Мотола, и с участието на Саймън Пег и Ник Фрост (които са също сценаристи на филма) и Сет Роугън като гласа на извънземното Пол.
Това е щатско-британско начинание, който е продуциран от „Уоркинг Тайтъл Филмс“, „СтудиоКанал“, „Биг Талк Пикчърс“ и „Релативити Медия“, и е разпространен от „Юнивърсъл Пикчърс“. Филмът е пуснат на 14 февруари 2011 г. във Великобритания и на 18 март 2011 г. в САЩ със смесени отзиви от критиците, и печели 98 млн. щ.д. в световен мащаб при бюджет от 40 млн. щ.д.

## Актьорски състав
| Актьор          | Роля                              |
| --------------- | --------------------------------- |
| Саймън Пег      | Греъм Уили                        |
| Ник Фрост       | Клайв Колингс                     |
| Сет Роугън      | Пол (глас)                        |
| Джейсън Бейтман | Специален агент Лоренцо Зойл      |
| Кристен Уиг     | Рут Бъгс                          |
| Бил Хейдър      | Агент Хагард                      |
| Блайт Данър     | Тара Уолтън                       |
| Мия Сталард     | Тара Уолтън като млада            |
| Джо Лоу Тругило | Агент О'Райли                     |
| Джон Карол Линч | Моузес Бъгс, баща на Рут          |
| Джейн Линч      | Пат Стивънс                       |
| Дейвид Кьохнер  | Гюс                               |
| Джеси Племънс   | Джейк, приятел на Гюс             |
| Сигорни Уийвър  | Големия                           |
| Сид Мастърс     | Себе си, пеещия каубой на сцената |
| Джефри Тамбор   | Адам Шадоучайлд                   |
| Стивън Спилбърг | Себе си (глас)                    |

## В България
В България филмът е издаден на DVD от 20 февруари 2012 г. от „А Плюс Филмс“. На 10 април 2016 г. е излъчен за първи път по „Нова телевизия“ в неделя от 22:20 ч. На 11 януари 2019 г. се излъчва и по каналите на „БТВ Медиа Груп“.